# Vizitacija
 Ovo je glavno značenje pojma Vizitacija. Za druga značenja pogledajte Vizitacija (razdvojba).
Vizitacija (lat. visitatio), također i kanonska vizitacija, u crkvenoj terminologiji označava pohod nekog crkvenoga poglavara ustanovama i osobama za koje je izravno odgovoran.
Od godine 743. vizitacija je bila osnovana za biskupe, a zatim i za svećenike i monahe kojima je bila dužnost pojaviti se pred papom. Kroz povijest ova obveza postupno je iščezavala, dok je nije oživio Tridentinski sabor u 16. stoljeću, na kojem je odlučeno da „patrijarsi, primasi, metropoliti i biskupi neće propustiti redovito pohođenje svojih dijeceza bilo osobno, bilo, ako bi bili zakonito spriječeni, putem generalnog vikara ili vizitatora. Ako bi, zbog njezina opsega, bili spriječeni obići unutar jedne godine čitavu dijecezu, obići će njezin veći dio, tako da vizitaciju dovrše unutar dvije godine, bilo oni bilo njihovi vizitatori.“ O svrsi vizitacije sabor kaže: „Glavni cilj svih vizitacija neka je vođenje ljudi prema čvrstom i pravovjernom nauku, uz iskorjenjivanje hereza, podržavanje dobra morala, te ispravak svega zloga; upozoravanjem i poučavanjem da se narod potakne na vjerske osjećaje, mir i nevinost i da se učini poželjnim štogod bi mogla nalagati razboritost vizitatora za dobro vjernika, kako već vrijeme, mjesto i mogućnosti dozvole.
Pravo vizitacije pripada svim crkvenim poglavarima koji imeju redovitu javnu jurisdikciju nad osobama. Papa po svojim izaslanicima može vršiti vizitaciju po cijelome svijetu, patrijarsi, primasi, metropoliti, biskupi i apostolski vikari, te kapitularni vikar i administrator sede vacantis mogu vršiti vizitaciju na teritoriju za koji su odgovorni. Redovnički poglavari također vrše vizitaciju unutar svoje jurisdikcije (npr. unutar svoje provincije i reda).
O obavljenoj vizitaciji vizitator je dužan sastaviti izvješće, koje mora biti pohranjeno u arhivu dijeceze ili provincije kao službeni spis, a biskup u svojem pohodu papi (ad limina apostolorum) na temelju njega iznosi izvješće o stanju svoje dijeceze, dok redovnički poglavar o vizitaciji izvješćuje svoga nadređenoga.
I u pravoslavlju vizitacija označuje posjet episkopa ili mitropolita njegovoj eparhiji.